# Morti nel 1064
| Questa pagina contiene informazioni ricavate automaticamente dalle voci biografiche con l'ausilio del template Bio e di un bot. L'aggiornamento è periodico e automatico e ricostruisce completamente la pagina. Se manca una persona in questa lista, sei pregato di non aggiungerla, ma accertati piuttosto che la sua voce biografica contenga il template Bio e che i dati anagrafici siano correttamente compilati. Se il template Bio manca, inseriscilo tu stesso o, in alternativa, metti l'avviso {{tmp\|Bio}} che ne segnala la mancanza. Se i dati riportati sono sbagliati, correggi direttamente la voce biografica; le modifiche saranno visibili in questa lista entro pochi giorni. Per chiarimenti vedi il progetto biografie. La lista contiene solo le 6 persone che sono citate nell'enciclopedia e per le quali è stato implementato correttamente il template Bio. Pagina aggiornata al 13 gen 2025. |

- 15 agosto - Ibn Hazm, giurista e letterato arabo (n. 994)
- 17 ottobre - Rodolfo Gabrielli, vescovo e santo italiano (n. 1034)
- 29 novembre - Al-Kunduri, funzionario persiano (n. 1024)
- Akkadevi, politica indiana (n. 1010)
- Alberto di Marmoutier, abate francese
- Ibn Rashī´q, poeta arabo (n. 1000)